# All You Can Ever Learn is What You Already Know
All You Can Ever Learn is What You Already Know is de tweede ep van de Amerikaanse rockband The Ataris. Het album werd uitgegeven door het Amerikaanse punklabel Kung Fu Records in 2002, en was het laatste album dat de band via dit label liet uitgeven. Het werd alleen in Australië uitgegeven.

## Nummers
1. "Takeoffs & Landings" - 3:54
2. "Eight of Nine" - 2:54
3. "Teenager of the Year" - 4:11
4. "1*15*96" - 3:15
5. "Pretty Pathetic" - 4:06
6. "Fast Times at Dropout High" - 3::43